# Miejska Biblioteka Publiczna w Legionowie
Miejska Biblioteka Publiczna w Legionowie (Poczytalnia) – instytucja działająca na terenie Legionowa w województwie mazowieckim zajmująca się działalnością biblioteczną i kulturalno-animacyjną.

## Historia
Biblioteka Publiczna w Legionowie powstała w 1949 r. na mocy „Dekretu o bibliotekach i opiece nad zbiorami bibliotecznymi z dnia 17 kwietnia 1946 r.” Początkowy księgozbiór – 700 egzemplarzy książek, został ufundowany przez Ministerstwo Oświaty. Po uzyskaniu praw miejskich 3 maja 1952 r. biblioteka zmieniła nazwę na Miejską Bibliotekę Publiczną. Zbiory biblioteczne liczyły wówczas 1500 książek, było 250 czytelników.
W 1965 r. utworzono Filię Dziecięcą, w której na koniec pierwszego roku działalności było 1416 książek i 601 czytelników.
W następnych latach powstawały kolejne filie. Na początku lat dziewięćdziesiątych w Legionowie działała Biblioteka Główna, Filia dla dzieci oraz 5 filii. Księgozbiór liczył łącznie 65.347 woluminów. W kolejnych latach systematycznie uzupełniano księgozbiory nowymi pozycjami.
W ciągu 65 lat działalności były również podejmowane inne formy kulturalne. W latach 1991–1994 przy bibliotece funkcjonowała Galeria Biblioteka, w której wystawiano dzieła znaczących twórców współczesnych sztuk plastycznych. Na przestrzeni lat 1996-1997 działała kawiarnia i czytelnia prasy przy ul. Piłsudskiego 13.
Od września 2009 r. do lutego 2014 r. legionowska biblioteka pełniła funkcje biblioteki powiatowej.
Od 2016 roku główną siedzibą biblioteki jest Centrum Komunikacyjne w Legionowie, którego budowa realizowana była we współpracy z rządem Szwajcarii w ramach projektu "Szwajcarsko-Polski Program Współpracy".

## Działalność
Miejska Biblioteka Publiczna w Legionowie łączy obecnie działalność biblioteczną i kulturalno-animacyjną. Oprócz udostępniania bibliotecznych zbiorów czytelnikom zajmuje się promocją czytelnictwa oraz współtworzy życie kulturalne miasta. Oferta w tym zakresie obejmuje prowadzenie lekcji bibliotecznych, tematycznych, spotkania z ciekawymi ludźmi ze środowiska lokalnego, wystawy i wernisaże, promocje książek, zajęcia dla dzieci i młodzieży umożliwiające rozwijanie zainteresowań twórczych, spektakle teatralne dla dzieci, konkursy literackie, fotograficzne i plastyczne. W bibliotece prowadzone są spotkania autorskie prowadzone między innymi przez Agatę Passent w ramach cyklu Pasja Passent, czyli świat książki według Agaty, którego gośćmi byli m.in. Sylwia Chutnik i Zygmunt Miłoszewski.

## Statystyki
W 2017 roku statystyki biblioteki przedstawiały się następująco:
- Liczba pracowników – 16
- Księgozbiór w woluminach – 91 743
- Zbiory specjalne – 4000
- Użytkownicy – 11 578
- Liczba odwiedzin – 93 876
- Wypożyczenia ogółem – 150 296

## Struktura
- Poczytalnia - siedziba główna przy ulicy Tadeusza Kościuszki 8A
  - Oddział dla dorosłych
  - Oddział dla dzieci
- Filia nr 1 - ul. Husarska 9, blok 107
- Filia nr 2 - ul. Aleja Róż 1
- Filia nr 3 - ul. gen. Bolesława Roi 4A